# Henri Foucault (éditeur)
Pour les articles homonymes, voir Foucault.
Henri Foucault (mort vers 1719 ou 1720) est un marchand, éditeur de musique (vers 1690) et papetier.

## Carrière
Son commerce est situé à Paris, rue Saint-Honoré, à l’enseigne « À la règle d’or ». 
Il est condamné pour l'édition et la vente des Airs de musique dont Christophe Ballard détenait le privilège (arrêt du Conseil, 28 juin 1690). 
Le 15 juillet 1721, la veuve Foucault, alors remariée, vend le magasin et le fonds à François Boivin et l'oncle de celui-ci, Michel Pignolet de Montéclair pour leur maison d'éditions musicales fondée la même année.
Foucault a publié notamment Jean-Baptiste Lully, Marin Marais, Louis-Antoine Dornel et Nicolas Siret.
L'un de ses graveurs habituel est Henri de Baussen, qui a réalisé notamment la seconde édition des opéras de Lully vers 1708, des pièces de clavecin de Siret et le troisième livre d'orgue de Nicolas Lebègue.

## Liens contextuels
- Édition musicale
- Éditeur (métier)
- Répertoire international des sources musicales